# Catherine May Atlani
Catherine May Atlani, née le 13 mai 1946 à Algeret morte le 17 septembre 2023 à Auxerre,, est une artiste musicienne, chorégraphe et autrice française. 

## Biographie
Originaire d’une famille juive dont une partie fut déportée pendant la Seconde Guerre mondiale, Catherine May Atlani grandit avec un esprit de révolte et de résistance propre à son histoire personnelle. 
L’une de ses tantes évolue comme danseuse. Formée par la chorégraphe française Irène Popard, elle semble échapper à la déportation grâce à sa « beauté ». De cette histoire familiale, la jeune femme bâtit un imaginaire attaché à la beauté, à la « danse qui se sauve » et se forge une forte identité féministe. Elle suit dès l’enfance une formation en musique et en danse, entre la France et les États-Unis. Elle apprend à jouer du piano. 
Sa carrière artistique est marquée dès ses débuts par sa singularité, son goût du non-conformisme, et une conviction féminisme affirmée.

## Carrière artistique
En 1967, Catherine May Atlani fonde sa propre compagnie de danse contemporaine, Les Ballets de la Cité .  
En 1969, elle est lauréate d’un prix au concours de Bagnolet. L’artiste participe à différentes tournées à travers la France. Elle intègre différents ateliers de formation, et participe à la création d’œuvres musicales lors de séances d’improvisation musicale avec des musiciens de free jazz. En 1971, elle est primée au concours du Ballet pour demain pour la création Prière de l’homme qui danse. 
En 1976, les Ballets de la Cité devienne l’une des premières formations à se décentraliser en s’installant tout d’abord au Grand-Quevilly, puis au Moulin du Robec à Darnétal. La compagnie est à l’origine d’une cinquantaine de créations, et organise des ateliers et des formations de danseurs professionnels,. 
En 1985, Catherine May Atlani est de retour à Paris, afin de présenter sa dernière création au Café de la Danse, qu’elle codirige à partir de 1986 avec Marie Pierre de Porta. Le lieu devient pendant six années, un point de rencontres incontournable pour les recherches en danse, musique et lectures. 
En 1991, la musicienne et danseuse reprend son spectacle solo Voyage mémoire, pour une tournée en France et en Allemagne. Elle enseigne également la Danse Vocale et le Chant Fondamental. 
En 1996, Catherine May Atlani et Marie Pierre de Porta fondent le cabaret et le label phonographique Le Loup du Faubourg, et se consacrent alors à la chanson française. 
Catherine May Atlani compose de nombreuses musiques de piano, et accompagne régulièrement des comédiens et comédiennes lors de lectures d’auteurs. Depuis 2006, l’artiste poursuit sa carrière à l’étranger en tournée avec des artistes, mais également comme professeure, en enseignant à des chanteurs ses techniques de Danse Vocale et de Chant Fondamental. 
En 2014, Catherine May Atlani est de retour sur scène avec Voyage mémoire, accompagnée de la danseuse Maya Eymeri, et d’une bande originale de sa création.

## Carrière musicale
En 2008, Catherine May Atlani commence à composer ses « Polyvoix », des musiques polyphoniques pour voix et cordes. En 2011, elle fonde l’ensemble vocal le Chœur Alpha.
En 2012, la musicienne sort un premier album intitulé Nos mémoires d’or, qu’elle compose avec trois musiciens violonistes et violoncellistes, le Chœur Alpha et la soliste Cybèle Castoriadis.
L’année suivante, elle présente le spectacle Requiem Now à l’église des Billettes à Paris. Le spectacle comprend la participation du Chœur Alpha, de trois musiciens, et des solistes Cybèle Castoriadis et Pauline Gardel.
En 2015, un second album Les Passagers est édité par Mistiroux Productions et L’Autre Distribution, avec l’accompagnement des solistes Marianne Dyer et Pauline Gardel. La même année, elle crée le Chœur de Femmes de La Madeleine, sous l’égide du conservatoire. Le chœur donne un premier concert avec le répertoire de l’album Les Passagers.

## Publications
Parallèlement à ses activités de création, Catherine May Atlani mène des recherches sur le corps et la voix, et plus particulièrement le chant fondamental et la danse vocales. En 1991, l’artiste publie son premier ouvrage Corps spirale, corps sonore. Elle est l’auteure d’un second ouvrage Les nœuds énergétiques ou naître à soi-même édité chez Le Corps Sonore Association en 1993.

## Reconnaissance
En 2001, Catherine May Atlani est nommée Chevalier de l’Ordre des Arts et des Lettres.

## Discographie
Parmi une liste non exhaustive :
- 2012 : Nos mémoires d’or, Regain d’Avance
- 2016 : Les passagers, Catherine May Atlani, Mistiroux Productions / L’Autre Distribution
- 2017 : J'y vais, je pars, je marche, Marianne Dyer, Catherine May Atlani, Diego Pessoa Cardoso, Mistiroux Productions
- 2018 : Pour une danse soufi, Catherine May Atlani, Stephane Tsapis